# John William Waterhouse

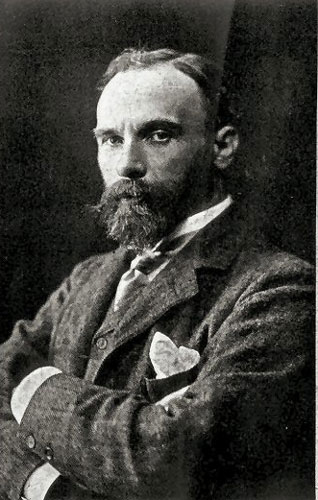
John William Waterhouse, ca. 1886

John William Waterhouse (Rome, 6 april 1849 – Londen, 10 februari 1917) was een Engels schilder. Ook zijn vader was kunstschilder. Hij wordt gerekend tot de Prerafaëlieten.

## Leven en werk
Na zijn opleiding aan een middelbare school in Leeds ging hij als leerling in het vak beeldhouwen naar de Royal Academy of Arts in Londen. Daar stapte hij al na een half jaar op om zelfstandig te gaan werken en dan voornamelijk als schilder. Hij werkte in Londen in de Primrose Hill Studios in de wijk Kensington maar woonde een paar kilometer verderop aan de Abbey Road. Zijn voorkeur ging uit naar mythologische voorstellingen.
Met zijn gekleurde, geladen afbeeldingen van vrouwen kreeg Waterhouse veel waardering in het Britse Rijk en op de Wereldtentoonstellingen in de 19e eeuw. Inspiratie ontleende Waterhouse aan schrijvers zoals Ovidius, Keats, Boccaccio, Shakespeare, Tennyson en Dante. Vaak waren dat loftuitingen vanuit zijn hartstocht voor vrouwen, water, natuur, liefde en dood, vaak met duistere ondertonen.
Over Waterhouse bestaan weinig documenten. Er zijn, voor zover bekend, geen brieven of dagboeken bewaard gebleven. We weten over zijn persoonlijkheid en voorkeuren dan ook weinig.
Een van zijn beroemdste schilderijen is The Lady of Shalott, een werk in de collectie van de Tate Gallery in Londen.
De expositie J.W. Waterhouse (1849-1917) Betoverd door Vrouwen was van 14 december 2008 tot en met 3 mei 2009 te zien in het Groninger Museum in de stad Groningen.

## Galerij

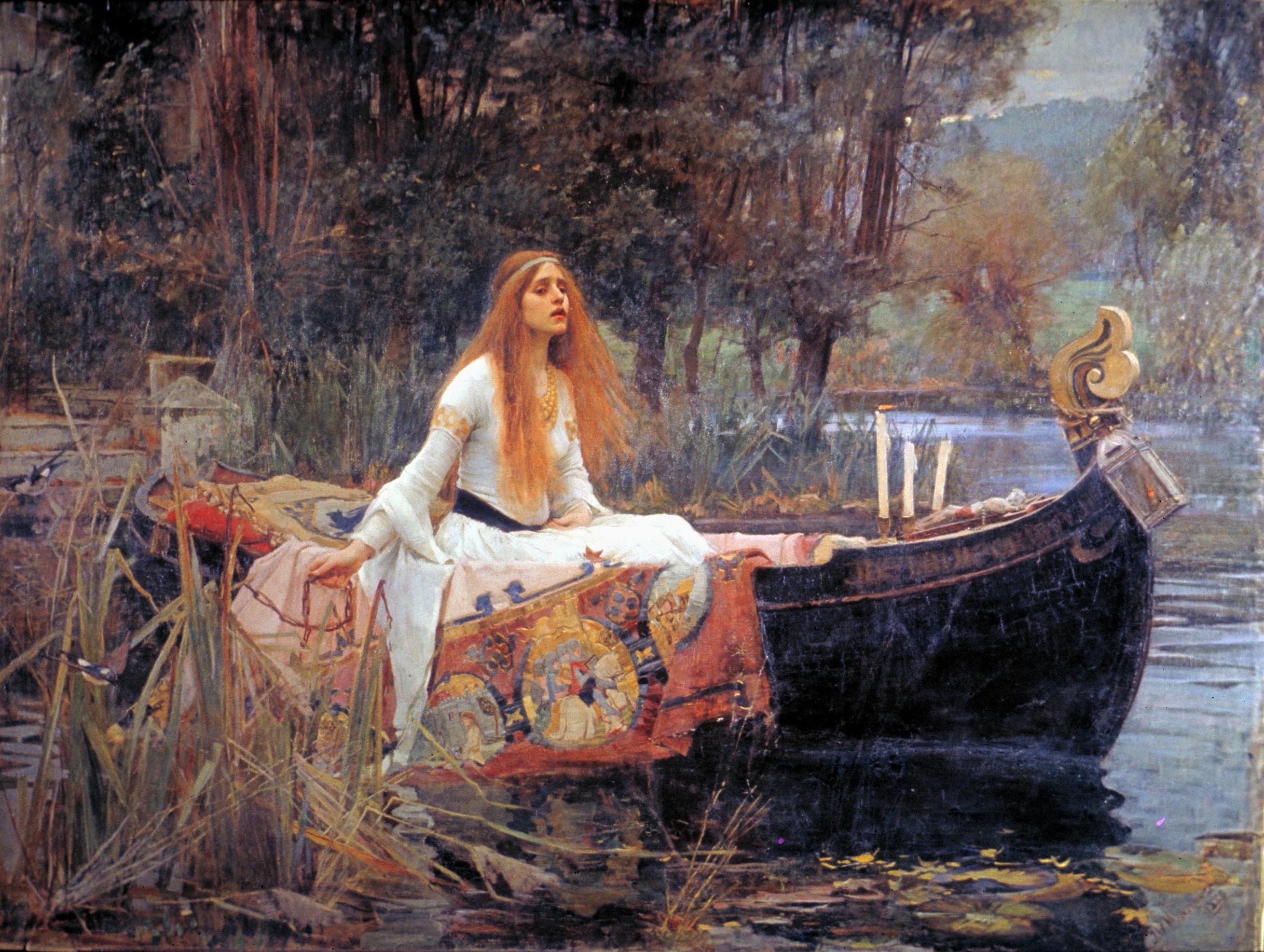
The Lady of Shalott, 1888, Tate Britain, Londen
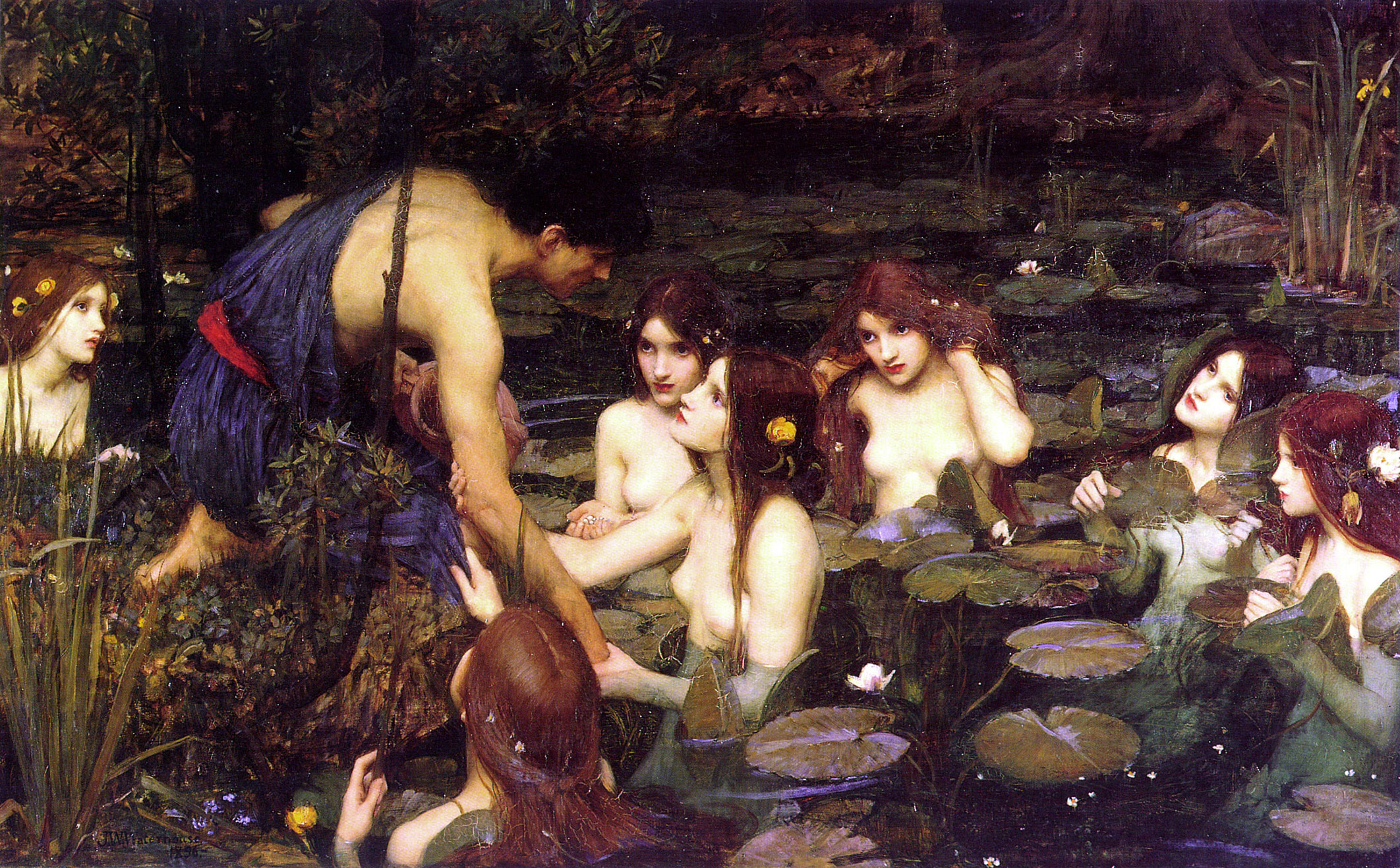
Hylas and the nymphs, 1896, Manchester Art Gallery
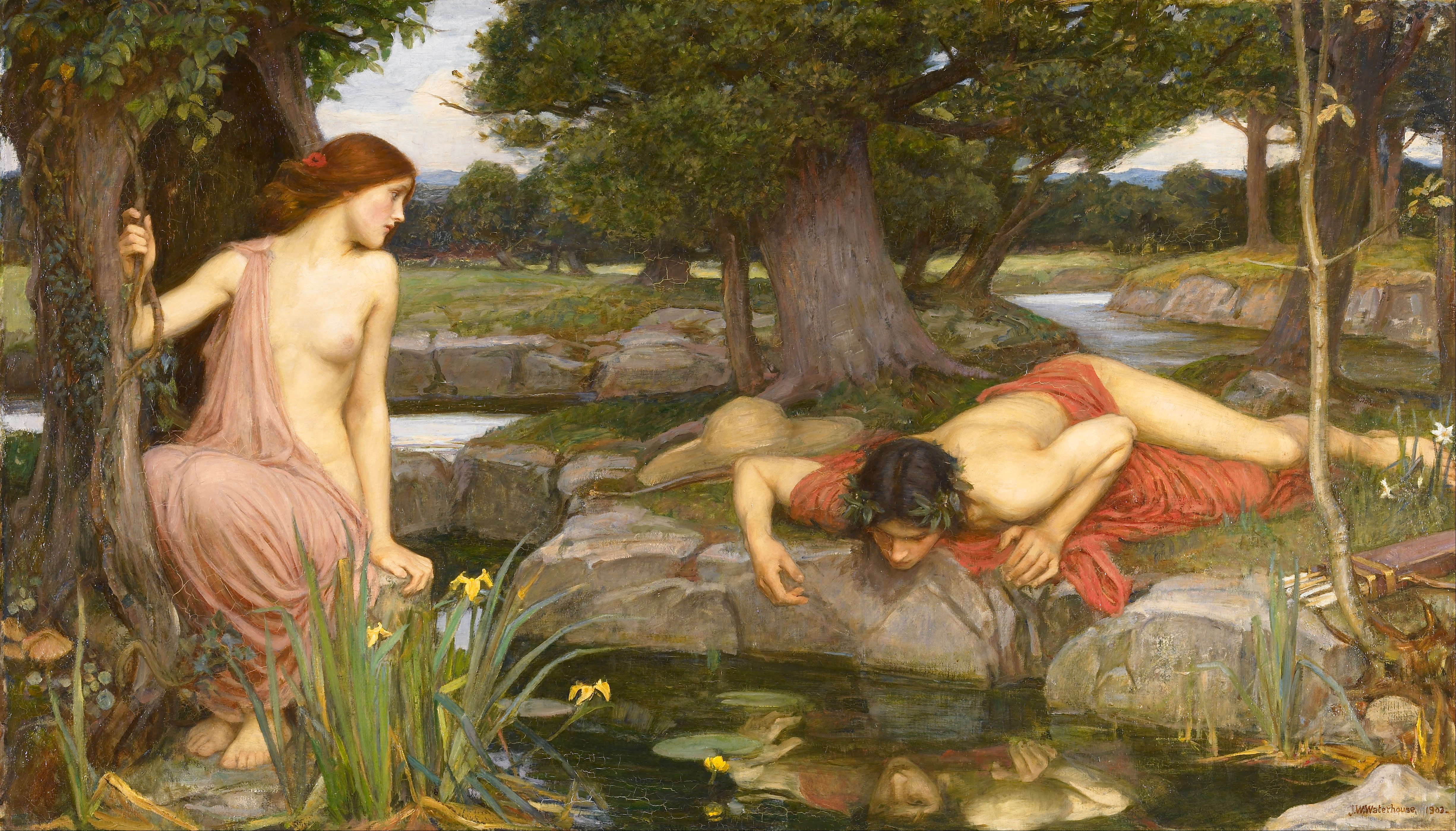
Echo and Narcissus, 1903, Walker Art Gallery, Liverpool
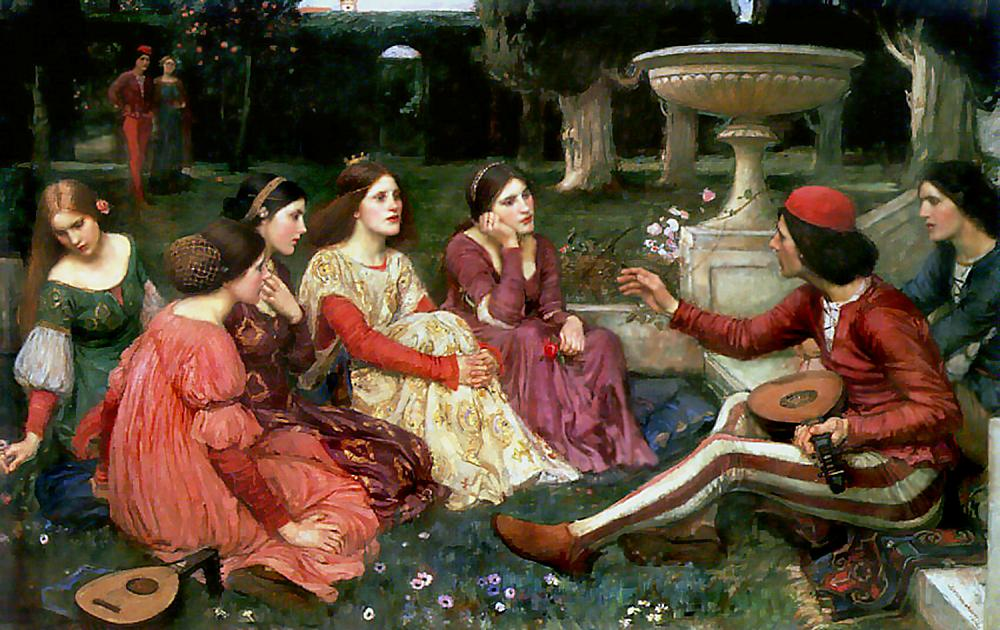
A Tale from the Decameron, 1916, Lady Lever Art Gallery, Liverpool